# 吉田勘兵衛
吉田 勘兵衛（よしだ かんべえ、慶長16年（1611年） - 貞享3年7月26日（1686年9月13日））は、江戸時代前期の材木商。諱は良信。吉田新田を開墾したことで知られ、高島嘉右衛門、苅部清兵衛らとともに横浜三名士といわれる。

## 略歴
丹波国の戦国大名・波多野氏の一族から起こったとみられる能勢西田氏の出身。
「贈従五位吉田勘兵衛翁事蹟」によると、慶長16年（1611年）、摂津国能勢郡吉野村歌垣（現在の大阪府豊能郡能勢町）に生まれ、寛永年間（1624 - 1645年）または寛永11年（1634年）に江戸に出て、材木・石材商となった。当時急成長を遂げる江戸では各所で土木工事が行われており、勘兵衛はここで成功を収め、本材木町（東京都中央区日本橋）に居住することになる。
万治元年（1658年）の江戸城普請には他の材木商人20人とともに加わり、また具体的な家は特定できないが大名家に対して材木を納入し、年一割の利息を含めた支払いを受けている。そのほか、材木・石材商間での入札のまとめ役を勤めるなどした。
新田開拓に関しては、詳細は不明だが、初め武蔵国葛飾郡の猿が又（葛飾区）にて行った。その後、大岡川の河口部に位置する、鐘形をした武蔵国久良岐郡横浜村の湾（当時の認識では神奈川宿に近接した入海、または野毛村の沖合）に目を付けると、明暦2年（1656年）7月、幕府の許可を得て新田の開発に着手した。翌明暦3年（1657年）5月に、長雨による大岡川の氾濫で堤防の崩壊に見舞われて中断したが、万治2年（1659年）2月、幕府より改めて許可を受け工事を再開。寛文7年（1667年）に新田は完成した。寛文9年（1669年）、幕府はその功を賞し、それまで野毛新田と呼ばれてきた新田に吉田新田の名称を与え、勘兵衛に苗字帯刀を許した。
この新田開発の目的については、開発により得られた耕地を農民に貸し付けることで安定的な収益が可能となることから、勘兵衛もそれを狙ったものと考えられるが、それと同時に勘兵衛は「公益ヲ図ルノ大志ヲ抱」いたとされている。吉田新田開発に関与した砂村新左衛門が、新田の堤に植えた松を公儀に献上したものとし、公的な利益を意識していたことが窺えることから、勘兵衛も同様の認識であったとみられる。
この後、吉田家は、勘兵衛の長男・吉太郎良春の家系（南吉田家または南家と称される）と次男・長吉郎（長吉）常政の家系（吉田本家、勘兵衛を世襲名とする）に分かれ、江戸における材木・石材商経営と吉田新田における地主経営はそれぞれ両家で分割されたとみられる。また材木商は正徳年間（1711 - 1716年）頃、支配人の喜兵衛に譲渡され、これ以後吉田家は吉田新田に居住することとなった。なお南家からは、明治40年（1907年）発行の『京浜実業家名鑑』で「東洋のレセップス」と称賛された実業家・吉田寅松、初の国産自動車「吉田式」の製作者で日本自動車殿堂入りした吉田真太郎（寅松の子）を輩出している。
貞享3年（1686年）7月26日、76歳で没す。法名は運千院常清日凉。辞世の歌は「妙なるや法の蓮の華の香をしばしとどめて浮世経にけり」。勘兵衛は神仏への崇敬の念が強かったとされるが、この歌にも妙法蓮華経という法句が詠み込まれており、その信仰心が窺える。
大正13年（1924年）、従五位を追贈された。現在も子孫が横浜市中区長者町にて不動産会社・吉田興産株式会社を経営している。